# Bewani jezici
Bewani jezici, malena skupina papuanskih jezika porodice border ili tami, kojim govori nešto preko 4,500 ljudi u Papui Novoj Gvineji u provinciji Sandaun. Najvažniji među njima su pagi i kilmeri.
Obuhvaća pet jezika: ainbai [aic] (100; 2003 SIL); kilmeri [kih] (1.970; 2004 SIL); ningera [nby] (150; 2003 SIL); pagi [pgi] (2.140 (2003 SIL); i umeda [upi] (290; 2003 SIL).

## Vanjske poveznice
- Ethnologue (14th)
- Ethnologue (15th)